# Peribaea uniseta
Peribaea uniseta là một loài ruồi trong họ Tachinidae.